# Kingsbury Episcopi
Kingsbury Episcopi – wieś w Anglii, w hrabstwie Somerset, w dystrykcie (unitary authority) Somerset. Leży 54 km na południe od miasta Bristol i 196 km na zachód od Londynu. W 2002 miejscowość liczyła 1277 mieszkańców.